# Sinfonía n.º 78 (Haydn)

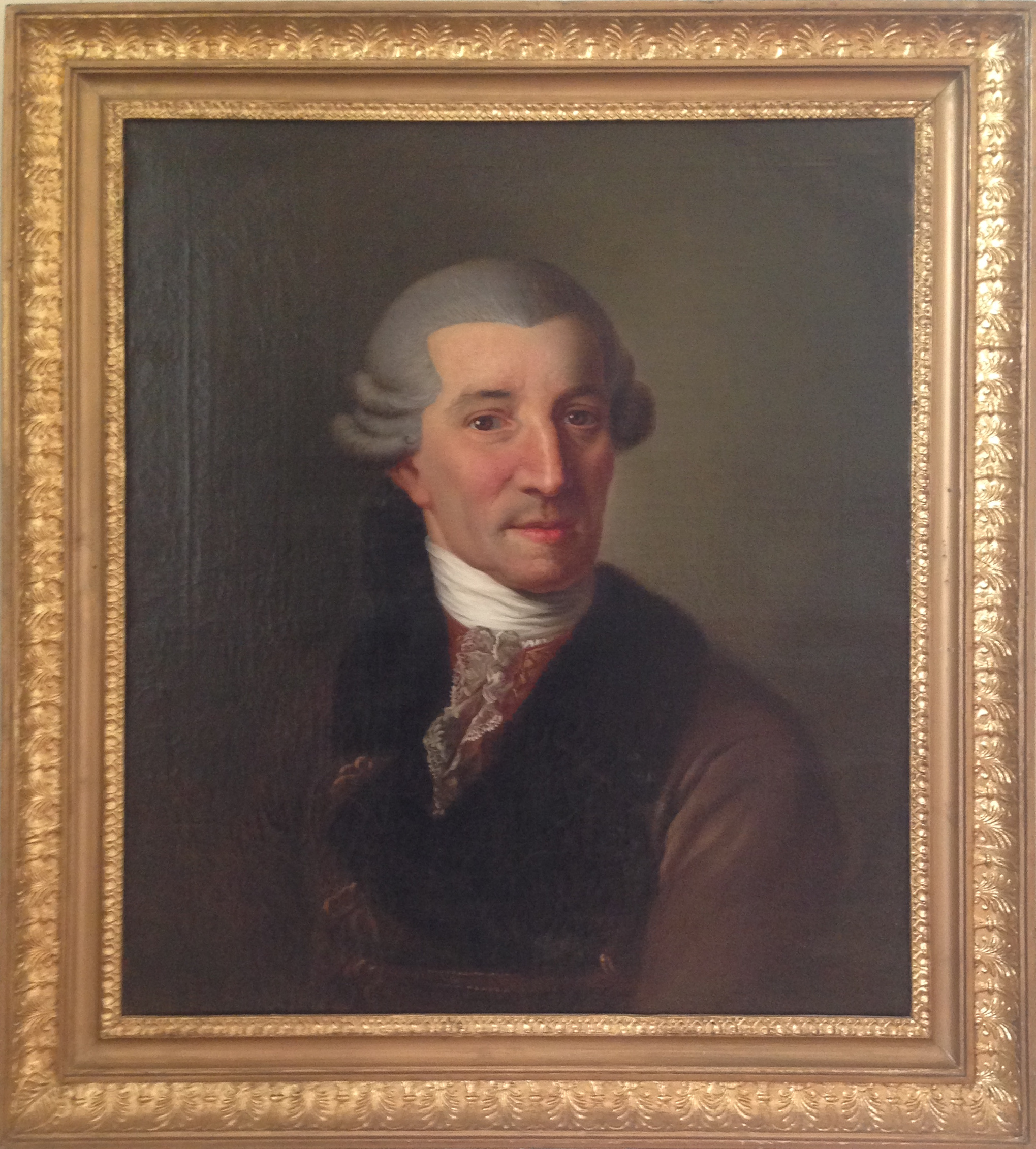
Haydn en 1785.

La Sinfonía n.º 78 en do menor, Hob. I:78 fue compuesta por Joseph Haydn en 1782.

## Historia
La producción sinfónica del maestro austríaco puede dividirse a grandes rasgos en tres bloques temporales: el primer bloque (1757-1761) se corresponde con su periodo al servicio del conde Carl von Morzin (n.º 1 - n.º 5); el segundo bloque en la corte Esterházy (1761-1790 pero con la última sinfonía para el público de Esterházy en 1781); y el tercer bloque (1782-1795) comprende las Sinfonías de París (n.º 82 - n.º 87) y las Sinfonías de Londres (n.º 93 - n.º 104). El 1 de mayo de 1761 el compositor firmó su contrato como vice-kapellmeister (más tarde kapellmeister) de la familia Esterházy, que nominalmente duró 48 años, hasta su muerte.
La composición de esta pieza se desarrolló en 1782. En este mismo año compuso el trío de las Sinfonías n.º 76, 77 y 78 con motivo de un viaje a Londres que nunca llegó a realizarse, casi una década antes de crear la primera de sus famosas Sinfonías de Londres. El 15 de julio de 1783 el compositor escribió a Boyer, su editor de París, lo siguiente:

«El último año compuse tres sinfonías preciosas, magníficas y de ninguna manera excesivamente largas, orquestadas para dos violines, viola, contrabajo, dos trompas, dos oboes, una flauta y un fagot; pero son demasiado sencillas y con pocas partes en concertante, para los caballeros ingleses, e intenté llevarlas allí para estrenarlas, pero una circunstancia frustró mi plan, por tanto te envió estas tres sinfonías para que las publiques.»

Boyer quería tener derechos en exclusiva sobre las sinfonías, pero Haydn se negó. Se desconoce cuál fue la circunstancia que impidió a Haydn ir a Inglaterra para presentarlas al público británico. Todas ellas son obras de gran calidad, que comparten ciertas similitudes con las doce sinfonías tardías que Haydn acabó llevando a Londres. La n.º 77 está considerada como la obra maestra de este trío. No sabe con certeza lo que sabía Haydn acerca de los gustos ingleses, pero estas tres sinfonías poseen un estilo brillante y elegante típico de compositores como Johann Christian Bach y Carl Friedrich Abel. Como se indica en la carta, los vientos tiene pocos compases en los que no apoyan las cuerdas, solo añaden color.

## Instrumentación
La partitura está escrita para una orquesta formada por:
- Viento madera: 1 flauta, 2 oboes y 2 fagotes.
- Viento metal: 2 trompas (en mi bemol).
- Cuerda: una sección de cuerdas con 2 violines, viola, violonchelo y contrabajo.

En cuanto a la participación del clavecín como bajo continuo en las sinfonías de Haydn existen diversas opiniones entre los estudiosos: James Webster se sitúa en contra; Hartmut Haenchen a favor; Jamie James en su artículo para The New York Times presenta diferentes posiciones por parte de Roy Goodman, Christopher Hogwood, H. C. Robbins Landon y James Webster. A partir de 2019 la mayor parte de las orquestas con instrumentos modernos no utiliza el clavecín como continuo. No obstante, existen grabaciones con clavecín en el bajo continuo realizadas por: Trevor Pinnock (Sturm und Drang Symphonies, Archiv, 1989-1990); Nikolaus Harnoncourt (n.º 6–8, Das Alte Werk, 1990); Sigiswald Kuijken (incluidas las Sinfonías de París y Londres; Virgin, 1988-1995); Roy Goodman (Ej. n.º 1-25, 70-78, 82-87; Hyperion, 2002).

## Estructura y análisis
La sinfonía consta de cuatro movimientos:
- I. Vivace, en do menor 3
4
- II. Adagio, en mi bemol mayor 2
4
- III. Menuet. Allegretto – Trio, en do mayor 3
4
- IV. Finale. Presto, en do menor 2
4

La interpretación de esta obra dura aproximadamente entre 20 y 25 minutos. El estilo galante que Haydn usó para las dos sinfonías anteriores sigue presente en los movimientos centrales, mientras que la corriente Sturm und Drang predomina en el primero y el último. Estas tres sinfonías forman un triunvirato fascinantemente variado, que se inicia con la relajada n.º 76, le sigue la idiosincrásica n.º 77 y se clausura con la n.º 78 que es un sombrío e inquietante ensayo en do menor. Hay que remontarse a la Sinfonía n.º 44 "Trauer" para encontrar al compositor explorando tales profundidades emocionales. Representa la faceta más dramática de lo que el musicólogo H. C. Robbins Landon describe como el estilo "intelectual" de Haydn común a las tres obras, en el que los valores estructurales y emocionales están completamente integrados. La tonalidad de do menor es especial y está dotada de una extraordinaria expresividad no sólo para Beethoven y sus sucesores en el siglo XIX, sino también para el maestro austríaco. La n.º 78 constituye el punto medio entre sus otras dos hermanas en do menor dentro de la producción sinfónica de Haydn: la n.º 52 de 1770, una obra típica del periodo Sturm und Drang de Haydn, y la n.º 95 de 1791, una pieza "clásicamente contenida" en su interior que fue originada durante su primera estancia en Londres.

### I.Vivace
El primer movimiento, Vivace, está escrito en la tonalidad de do menor, en compás de 3/4 y sigue la forma sonata. Aunque comienza con la indicación de tempo Vivace, el ambiente general es más severo que festivo. La coloración de las trompas afinadas más graves realza esta sensación, si bien evita el patetismo rotundo. El carácter es estoico más que trágico, los rayos de luz periódicos iluminan el terreno nublado, haciendo de este movimiento un antepasado espiritual de la Sinfonía n.º 4 de Brahms. Seguramente no existe ningún otro movimiento sinfónico de Haydn que presente un cromatismo experimental tan desbordante como el plasmado aquí. El tema principal, que entra al unísono, es armónicamente inconsistente o "errante". Establece la tónica en el primer compás, pero luego se desestabiliza con extraños saltos e intervalos. De este modo, sirve como punto de partida para transiciones y modulaciones audaces. El segundo tema es armónicamente más estable y junto con el grupo de cierre, se caracteriza en el lugar habitual por una armonía de transición "inconsistente" que "casualmente" surge del barrido cromático paralelo de las cuerdas. El desarrollo sistemático y recurrente requiere tanto espacio y energía que sólo queda margen para una recapitulación rudimentaria, que de hecho consiste sólo en el resto del segundo tema con el grupo de cierre. Como para equilibrar el giro cromático de este movimiento de apertura, Haydn permanece en el terreno convencional en el resto de la sinfonía.

### II.Adagio
El segundo movimiento, Adagio, está en mi bemol mayor y en compás de 2/4. El tono bronceado de las trompas es un rasgo predominante en el movimiento lento, que continúa en la atmósfera de ensueño.

### III.Menuet. Allegretto– Trio
El tercer movimiento, Menuet. Allegretto – Trio, está en do mayor y en compás de 3/4. El minueto de carácter pastoral, reposado y oscilante, y el trío con influencias de gaita aportan cierto alivio.

### IV.Finale.Presto
El cuarto y último movimiento, Finale. Presto, retoma la tonalidad y el compás es 2/4. En el Finale resurge la naturaleza otoñal, en modo menor, con una orquestación grisácea, salvo por la coloración ocasional de la flauta. Al fin y al cabo, Haydn se encontraba en la madurez, una época dada a la reflexión, aunque temporal. En años posteriores, sus sinfonías asumirían el humor y el vigor de un hombre de la mitad de su edad. Se trata de un rondó con elementos de desarrollo. El compositor hace un esfuerzo evidente por la estabilidad armónica comenzando el episodio del rondó con el oboe solista dos veces en la misma tonalidad, a saber, do mayor. La segunda vez, además, realiza directamente la transición hacia el do mayor que pone punto final a toda la obra.

## Influencia
Según Robbins Landon la primera frase del Vivace inicial de esta sinfonía pudo haber servido de inspiración directa para el tema principal del primer movimiento del Concierto para piano n.º 24 en do menor K. 491 de Mozart, escrito en 1786.